# Julia Child
Julia Child, rojena McWilliams, ameriška kuharica, avtorica in televizijska osebnost; * 15. avgust 1912, Pasadena, Kalifornija, ZDA, † 13. avgust 2004, Montecito, Kalifornija, ZDA.
Zaslovela je s svojo kuharsko knjigo z naslovom Mastering the Art of French Cooking, s katero je Američanom predstavila francosko kuhinjo, ter s kasnejšimi kuharskimi oddajami, zlasti z The French Chef, ki so jo začeli predvajati leta 1963 in za katero je leta 1966 prejela nagrado Emmy.
Leta 2009 je izšel film Julie & Julia, ki ga je režirala Nora Ephron in ki je zasnovan na osnovi spominov Julie Child My Life in France in spominov Julie Powell. Childovo je odigrala Meryl Streep in za vlogo prejela nagrado zlati globus.